# Arnaud Hauchard
Pour les articles homonymes, voir Hauchard.
Arnaud Hauchard, né le 15 novembre 1971 à Rouen, est un joueur d'échecs français, grand maître international depuis 2000. Hauchard a remporté seul en tête le 20e Festival de Dieppe 2016 et a obtenu son meilleur classement Elo avec 2 554 points.
Le 28 mai 2019, il est condamné par le tribunal correctionnel de Thionville à 6 mois d'emprisonnement avec sursis pour avoir participé à la tricherie à l'Olympiade de 2010 à Khanty-Mansiïsk.

## Vice-champion de France (1992)
Il débute au club de Rouen aux côtés de Jean-Luc Seret dans les années 1980. Il obtient le titre de maître international en 1991. Il est vice-champion de France en 1992.

## Olympiades (1998 et 2000)
Il participe dans l'équipe de France aux olympiades d'échecs de 1998 et 2000 et marque à chaque fois 6 points sur 9. Il obtient le titre de grand maître international en 2000. Il joue pour le NAO Chess Club dans les années 2000.

## Record
En 2007, il bat le record du plus grand nombre d'heures de jeu consécutives, avec 83 heures et 30 minutes, et ce dans le cadre du Téléthon.

## Entraîneur
Arnaud Hauchard a été pendant plusieurs années, l'entraîneur du numéro un français Maxime Vachier-Lagrave. Vachier-Lagrave se sépare d'Hauchard en raison de sa participation dans la tricherie à l'Olympiade de 2010,.

## Tricherie à l'Olympiade de 2010
Le 21 janvier 2011, la Fédération française des échecs (FFE) publie un communiqué sur son site Internet indiquant que le grand maître international Arnaud Hauchard, capitaine de l'équipe de France, ainsi que le grand maître international Sébastien Feller et le maître international Cyril Marzolo, sont soupçonnés de  « triche organisée, manquement grave à l'éthique sportive, atteinte portée à l'image de l'équipe nationale olympique, dans le cadre de l'olympiade d'échecs de 2010 qui s'est déroulé à Khanty-Mansiïsk (Russie), du 21 septembre au 3 octobre 2010 », et qu'elle saisit sa Commission de discipline à ce sujet. 
La commission d'éthique de la FIDE le suspend pour une durée de 3 ans. Les sanctions ont été confirmées devant la cour d'appel de Versailles. La suspension prit effet à partir du 1er août 2012.
Le 28 mai 2019, Hauchard est condamné par le tribunal correctionnel de Thionville à 6 mois d'emprisonnement avec sursis pour avoir participé à la triche lors de l'Olympiade de Khanty-Mansiïsk, faits qualifiés d'« escroquerie ». Sébastien Feller et Cyril Marzolo sont condamnés à la même peine. Chacun des trois accusés doit aussi verser 1 euro de dommages et intérêts à la FFE.